# Nizami (ort i Armenien)
Nizami är en ort i Armenien. Den ligger i provinsen Ararat, i den centrala delen av landet, 14 km sydväst om huvudstaden Jerevan. Nizami ligger 837 meter över havet och antalet invånare är 1 060.
Terrängen runt Nizami är huvudsakligen platt, men österut är den kuperad. Runt Nizami är det ganska tätbefolkat, med 155 invånare per kvadratkilometer.. Närmaste större samhälle är Jerevan, 13,6 km nordost om Nizami.
Trakten runt Nizami består till största delen av jordbruksmark.